# Miconia divaricata
Miconia divaricata är en tvåhjärtbladig växtart som beskrevs av George Gardner. Miconia divaricata ingår i släktet Miconia och familjen Melastomataceae. Inga underarter finns listade i Catalogue of Life.